# Na Slatinách (Michle a Strašnice)

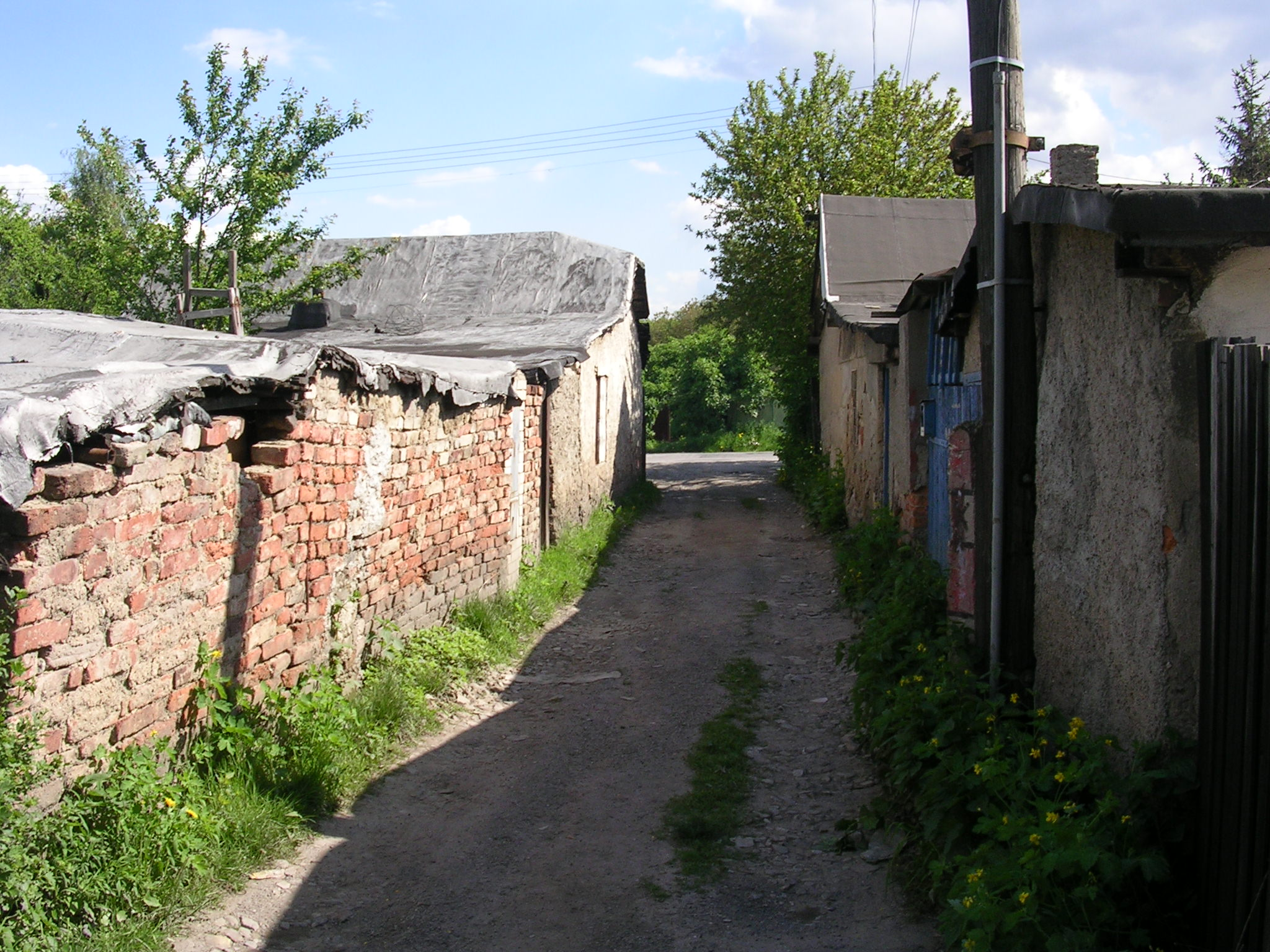

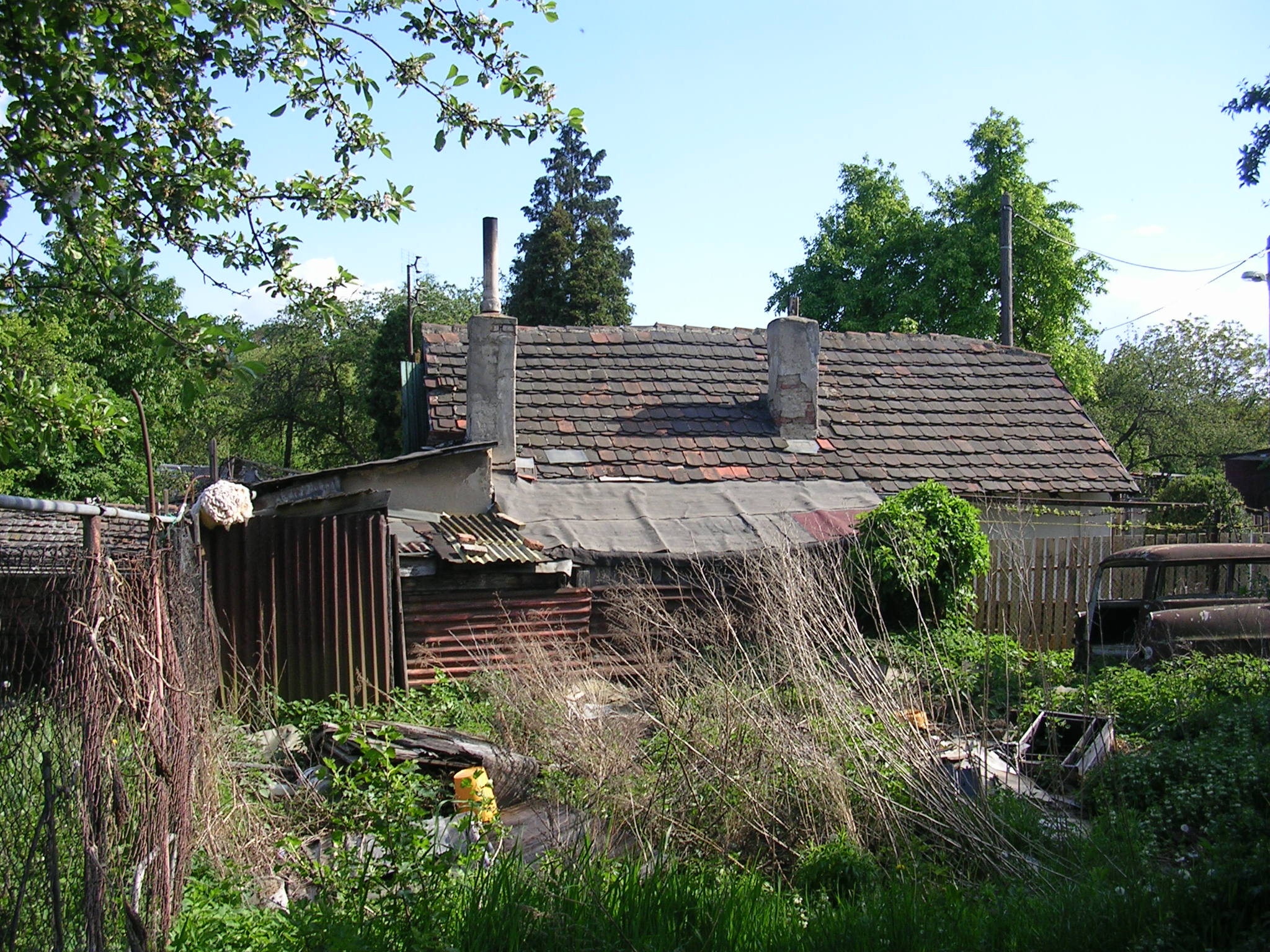

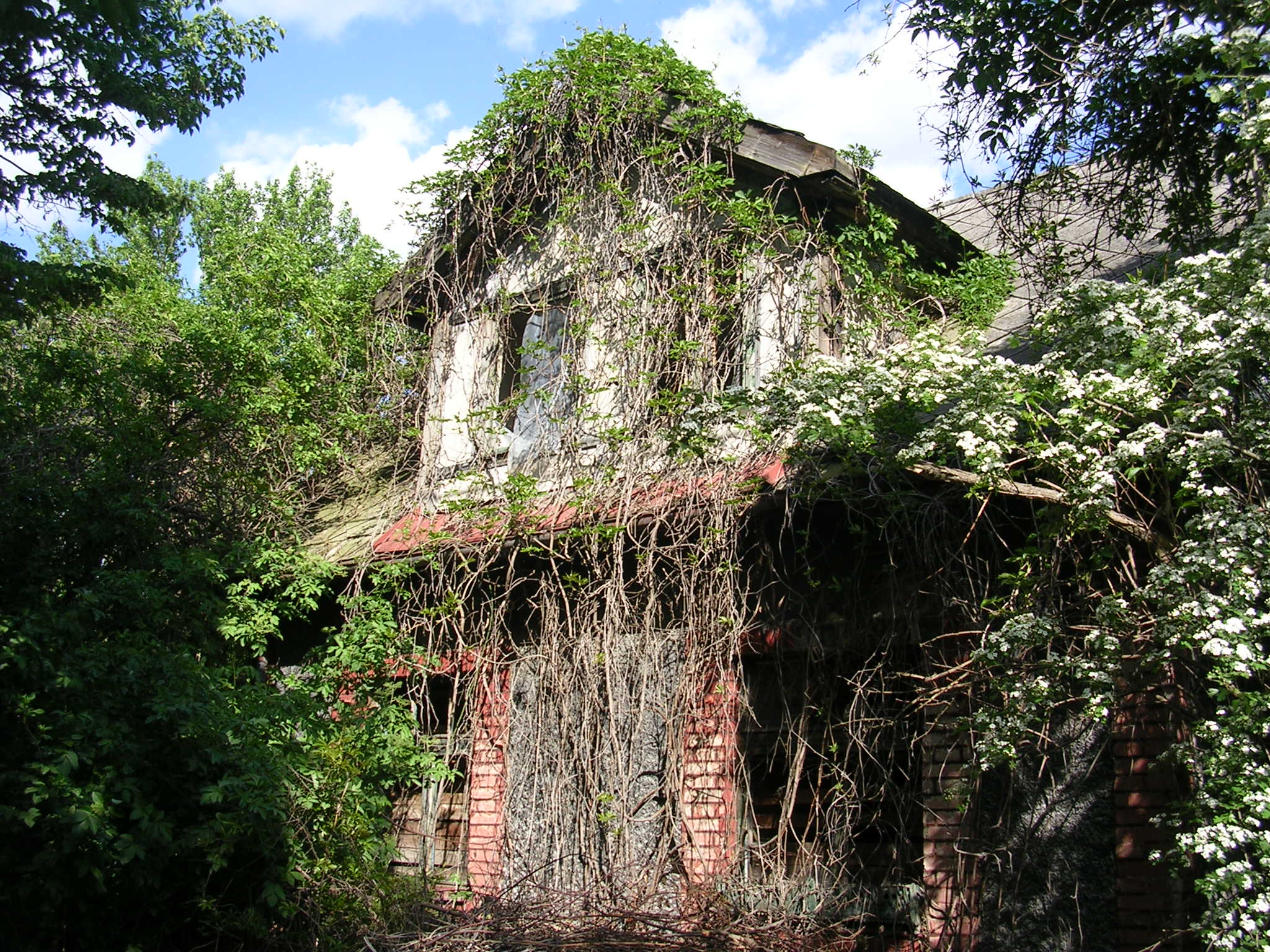

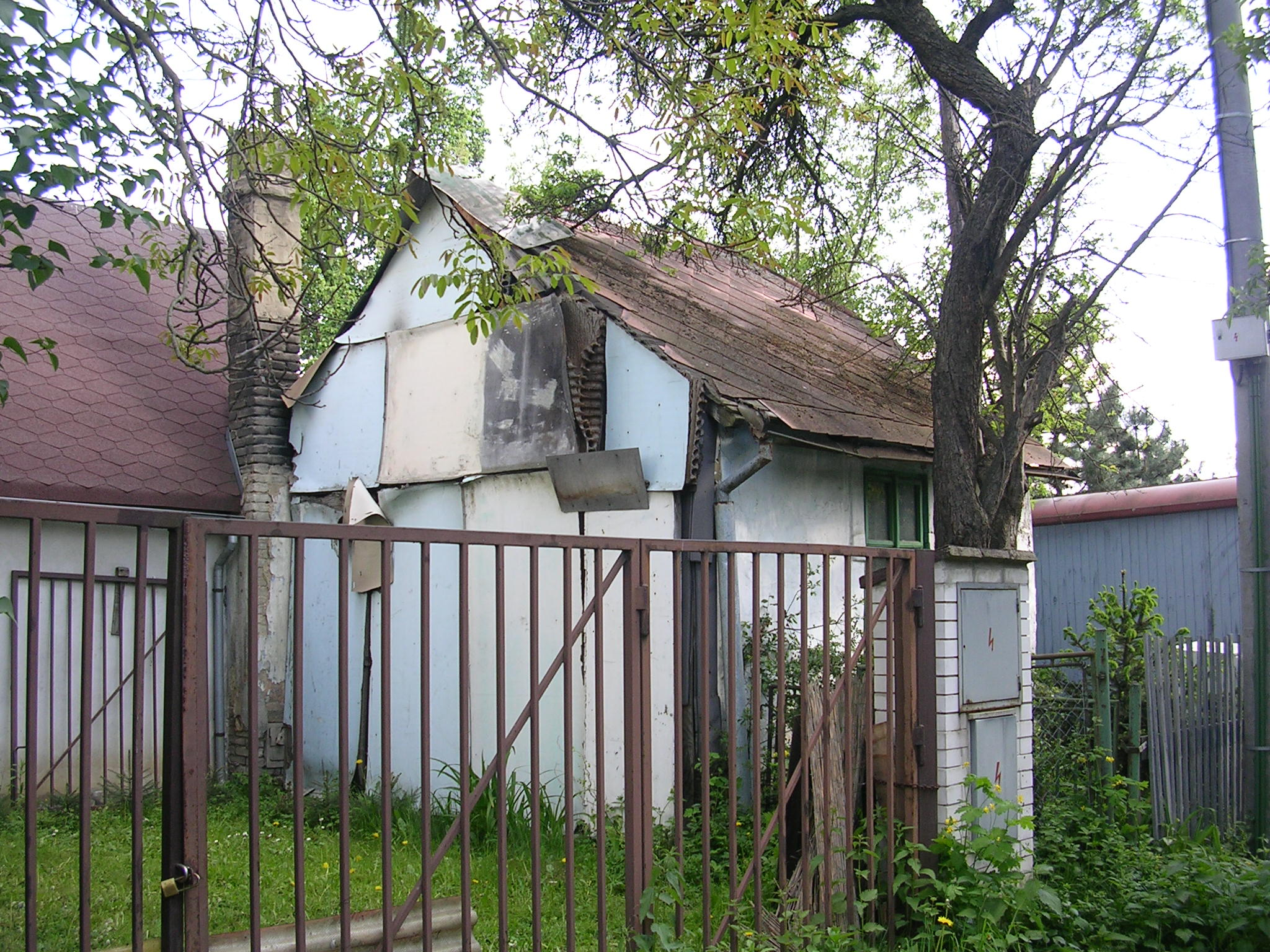

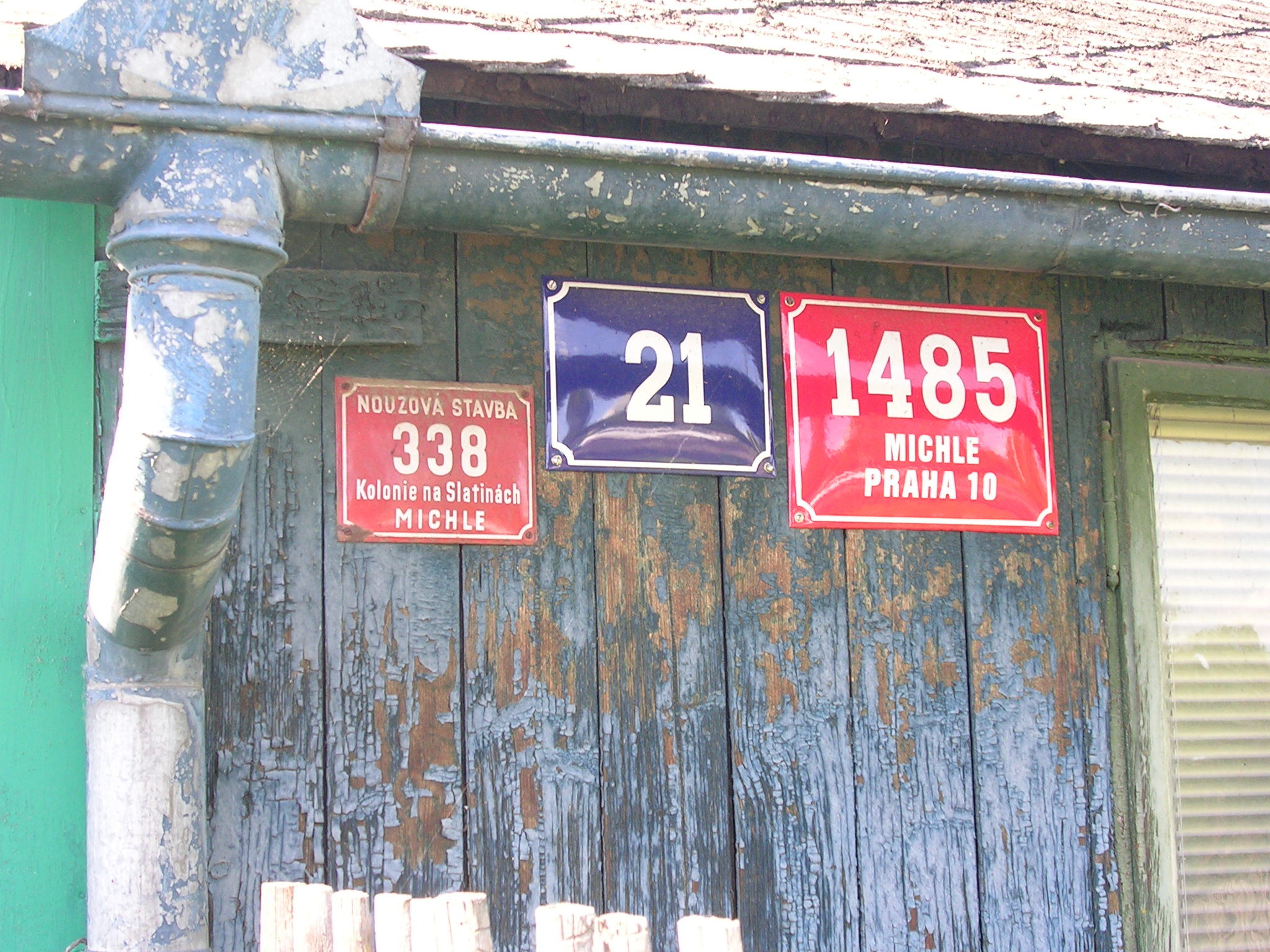
Několik domů již získalo trvalá domovní čísla.

Slatiny (pomístní název a název ulice Na Slatinách) jsou nouzová kolonie vzniklá po roce 1924 v údolí Slatinského potoka východně od Bohdalce, mezi Záběhlicemi a Strašnicemi, jižně od seřaďovacího nádraží Praha-Vršovice a západně od záběhlické nouzové kolonie Trnkov, která se na rozdíl od Slatin postupně přeměňuje v běžnou čtvrť. Z Bohdalce do Slatin vede jako hlavní přístupová ulice Nad Vršovskou horou přes most (50°3′42″ s. š., 14°28′42″ v. d.), který překračuje spojovací železnici odstavného nádraží Praha-jih. Několika cestami se dá do Slatin dojít i od Záběhlic.

## Historie
Nouzové kolonie v oblasti Michle, Záběhlic i Strašnic vznikaly po připojení těchto čtvrtí k Velké Praze roku 1922. Město Praha umožnilo legionářům postavit si zde na městských pozemcích domky. Na strašnické straně železniční trati jsou zase rozsáhlé železničářské kolonie zahrnující kategorie od slušných rodinných domků až po nouzové stavby.
První domek na Slatinách vyrostl za mostem z ulice Nad Vršovskou horou v roce 1924. V roce 1927 jich už bylo přes 300 a v následujících letech zaplnily údolí Slatinského potoka. Kromě legionářů se zde usídlovali i dělníci, kteří stavěli Spořilov a michelskou plynárnu, ale i nezaměstnaní. Mnohé domky vznikaly načerno, bez povolení. Mnohé z domků jsou stavěny velmi improvizovaně, nejen z cihel, ale i z prken a nejrůznějších papundeklů, Tomáš Feřtek v Reflexu napsal, že miniaturním vzhledem domky připomínají Hobitín. 
Slatiny vznikly z materiálu získaného z bouraček, některé domky i z vyřazených železničních vagónů. Již roku 1934 zde byla zavedena elektřina, málokterý obyvatel si ale mohl dovolit přípojku, ta tehdy stála asi 500 Kč. Elektrifikace proběhla až v době Protektorátu, kdy se najednou nedal koupit petrolej na svícení. Pozemek byl obecní – za pronájem se platilo 100 Kč ročně. Celkový počet domků přesáhl 400.
Rozkvět zažila kolonie ve 30.-50. letech min. století. V souvislosti s počínající panelovou výstavbou v Praze začala v 60. letech zanikat. Za přidělení bytu se musel majitel domku zavázat, že nejdřív komín a potom celý domek zbourá a materiál si odveze. Později přiděloval ONV Praha 10 zdejší parcely na stavbu plechových garáží (tři na jedné parcele), případně na zahrádky.
V době rozvoje měli Slatinští i fotbalový klub a kroužek divadelních ochotníků. Nejznámější hospoda, v níž se toto divadlo hrávalo, se jmenovala U Blebtů.
Západní část kolonie, dnes od samotných Slatin oddělená, je v blízkosti ulice U vršovického hřbitova, kolem ulic Pod Bohdalcem I a Pod Bohdalcem II. Kolem roku 1928 vzniklo na západním okraji této kolonie několik řad malých patrových domků s elektřinou, vodou i kanalizací, tzv. Sedmidomky  (50°3′49″ s. š., 14°28′13″ v. d.)
Ve třicátých letech vznikla v prostoru mezi těmito dvěma dnešními koloniemi tzv. elektrárna, přesněji pražská rozvodna a energetický dispečink s patrovými činžáky. (50°3′49″ s. š., 14°28′29″ v. d.) Naproti vznikly nízké pavilony pětitřídní školy, která později hrála hlavní roli ve filmu Obecná škola. Této výstavbě muselo ustoupit množství načerno postavených staveb v území, které kolonistům nepatřilo. Postupně z kolonie ujídaly další objekty: vozovna trolejbusů (dnes autobusové garáže Vršovice), železniční dílny, sklady atd.
Od 70. let byly lidem, kteří zde mají hlášený trvalý pobyt, nabízeny náhradní byty, což využili jen někteří. Kolonie Na Slatinách slouží zčásti stále jako nouzová kolonie, nepřetržitě od svého vzniku, a zčásti jako zahrádkářská kolonie. Voda a elektřina je do této oblasti již zavedena, plyn a kanalizace nikoliv. Uličky v hlavní části kolonie nejsou pojmenované, celá oblast má souhrnný název Na Slatinách. V plánech Prahy jsou tyto nouzové kolonie cudně popsány jako zahrádkářské osady.

## Budoucnost
Pro celou oblast od vršovického nákladového nádraží směrem ke Spořilovu o rozloze asi 2 km2, do níž spadá i kolonie, platí magistrátní stavební uzávěra.
V roce 2004 byla provedena urbanistická studie území, jejímž výstupem byl podnět ke změně Územního plánu sídelního útvaru hl. m. Prahy. V době po dokončení urbanistické studie oznámila Správa železniční dopravní cesty, že dosavadní plochu seřaďovacího nádraží Praha-Vršovice nabízí k neželezničnímu využití. Tím se řešené území o třetinu zvětšilo a bylo znovu zadáno zpracování urbanistické studie. V roce 2005 zpracoval Útvar rozvoje hl. m. Prahy ověřovací studii. Dne 23. února 2006 Zastupitelstvo hl. m. Prahy usnesením č. 35/06 schválilo návrh zadání pro zpracování návrhu změny územního plánu.
Obec zpracovala 10 variant využití území, z nichž za nejvhodnější považuje vybudování nové čtvrti pro 35 000 lidí.

## Ohlasy v kultuře

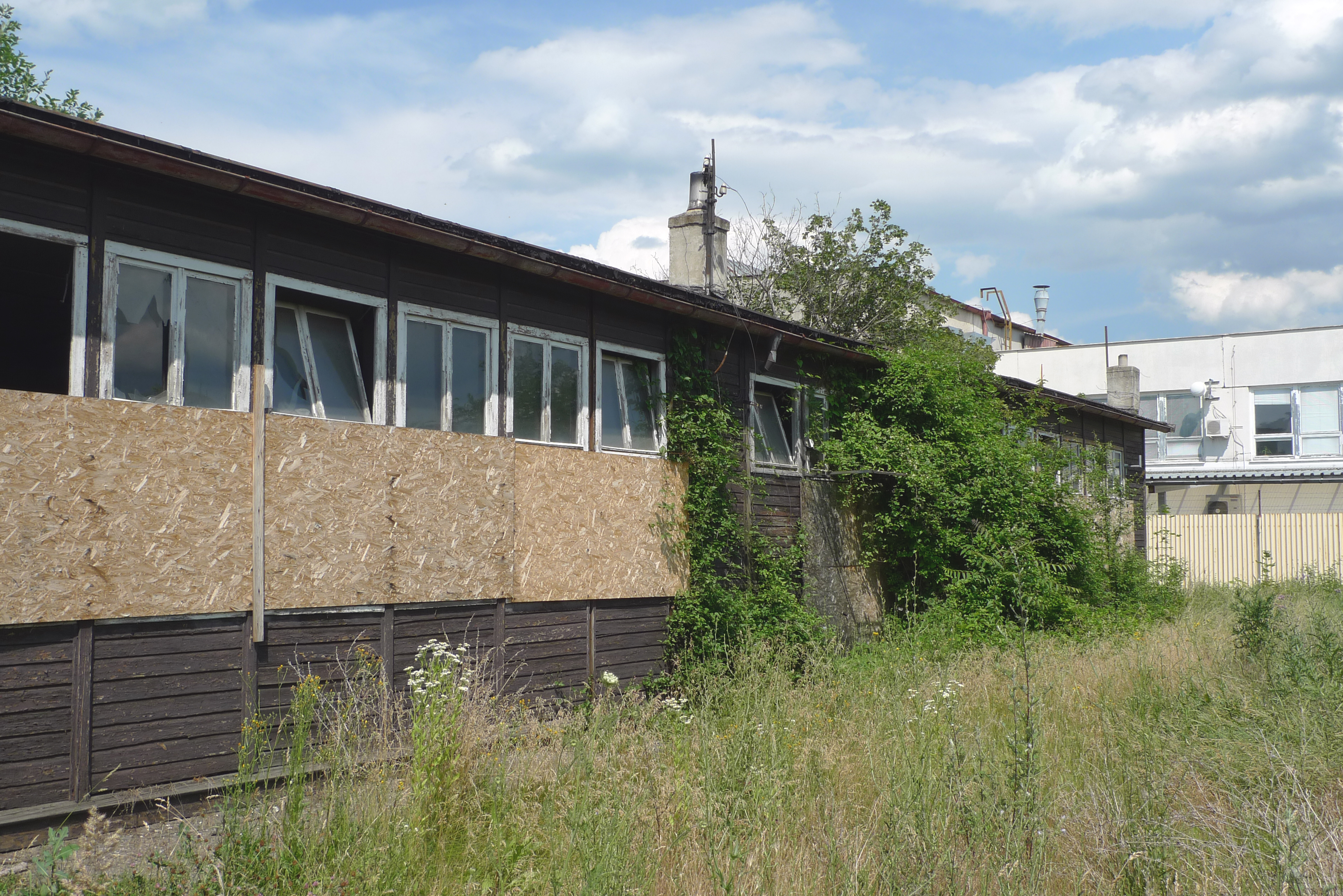
Historická Obecná škola ve stavu z roku 2013

Jan Svěrák zde na Slatinách a blízkém Bohdalci využil některé exteriéry pro film Obecná škola, konkrétně školu, rozvodnu, hospodu a údajně i železniční most. František Langer sem zasadil děj románu Periferie, Karel Čapek zde získal námět pro fejeton Obrázky z domova.
Žil a tvořil zde český písničkář Jaroslav Řehoř, který zdejší život zobrazil zejména v písni Nouzová kolonie; jeho písně často znějí u táborových ohňů (Kryté vozy neb Kapkami si déšť…). Nouzová stavba 43 v kolonii Pod Bohdalcem si zahrála roli bydliště Míti Kubíčka ve filmu Občanský průkaz.
Kolonie byla předobrazem románu Flora (2024) Jonáše Zbořila.

## Jiné slatiny v místních názvech Záběhlic a Michle
Jiné slatiny se nacházely na opačné straně záběhlického hřbetu Hrádek, poblíž ulic V korytech a Na vinobraní poblíž starých Záběhlic se vyskytují názvy ulic Ve Slatinách a Za Slatinami, vztahující se k místům, kde je dnes sportovní areál Sokola. Naproti tomu ulice U Slatin, nově pojmenovaná roku 2004, leží na přilehlé straně Bohdalce a vztahuje se opravdu ke kolonii Na Slatinách.

## Další zajímavosti
- Fotbalový klub Union XIV, hřiště bylo nad kolonií (nyní Jižní spojka)
- Modlitebna – na parcele č. 160
- Slatinský potok – do roku 1947 se několikrát v roce rozvodnil a zatopil přilehlé domky, po úpravě jeho vyústění do Botiče se následky povodní zmenšily
- Hřbitov – oficiální hřbitov pro Slatiny je hřbitov na Bohdalci – před válkou chodily pohřby s dechovkou přímo ze Slatin z „domu smutku“. Na tomto hřbitově leží většina původních obyvatel Slatin
- Mezi parcelami č. 45–49 je dodnes udržovaný památník padlým ve 2. světové válce
- Ve slatinském lesíku je památník Mistra Jana Husa z roku 1915

## Doprava – spojení s Prahou
Autobusová linka A v trase Vršovice–Záběhlice byla zavedena 21. června 1925. Zpočátku u Bohdalce nestavěla, zastávka na Bohdalci byla zřízena v listopadu 1928. V letech 1929–1930 byla prodloužena do centra Prahy a na druhém konci do Hostivaře, na přelomu let 1951/1952 byla přečíslována na 101. (Viz historii.)
Tramvajová trať z Michle k dnešní zastávce Chodovská byla zprovozněna 1. března 1928, 12. října 1929 prodloužena na Spořilov (linka č. 19), od 1. ledna 1956 do roku 1971 jezdila tramvaj i po odbočce do konečné Záběhlice na kraji Slatin (linka 23).